# Талалаївська сільська рада (Христинівський район)
Талала́ївська сільська́ ра́да — адміністративно-територіальна одиниця та орган місцевого самоврядування у Христинівському районі Черкаської області. Адміністративний центр — село Талалаївка.

## Загальні відомості
- Населення ради: 517 осіб (станом на 2001 рік)

## Населені пункти
Сільській раді підпорядковані населені пункти:
- с. Талалаївка

## Склад ради
Рада складається з 12 депутатів та голови.
- Голова ради: Ісько Сергій Андрійович
- Секретар ради: Яковенко Валентина Іванівна

### Керівний склад попередніх скликань
| Прізвище, ім'я, по батькові | Основні відомості                                                 | Дата обрання | Дата звільнення |
| --------------------------- | ----------------------------------------------------------------- | ------------ | --------------- |
| Ісько Сергій Андрійович     | Сільський голова, 1965 року народження, освіта вища               | 26.03.2006   | 31.10.2010      |
| Ісько Сергій Андрійович     | Сільський голова, 1965 року народження, освіта вища, безпартійний | 31.10.2010   |                 |

Примітка: таблиця складена за даними сайту Верховної Ради України

### Депутати
За результатами місцевих виборів 2010 року депутатами ради стали:

#### За суб'єктами висування
| Суб'єкт висування                                       | Кількість обраних депутатів | %  |
| ------------------------------------------------------- | --------------------------- | -- |
| Самовисування                                           | 6                           | 50 |
| Комуністична партія України                             | 3                           | 25 |
| Політична партія Всеукраїнське об'єднання «Батьківщина» | 3                           | 25 |

#### За округами
| № округу                                                | Прізвище, ім'я, по батькові    | Дата визнання обраним | Освіта  | Партійна приналежність | Відомості про обраного депутата                  |
| ------------------------------------------------------- | ------------------------------ | --------------------- | ------- | ---------------------- | ------------------------------------------------ |
| Комуністична партія України                             |                                |                       |         |                        |                                                  |
| 6                                                       | Шевчук Ольга Іванівна          | 03.11.2010            | середня | позапартійна           | пенсіонер                                        |
| 11                                                      | Назарець Лідія Володимирівна   | 03.11.2010            | середня | позапартійна           | магазин с. Талалївка, продавець                  |
| 12                                                      | Манелюк Андрій Іванович        | 03.11.2010            | середня | позапартійний          | СГ ТОВ"Обрій", механізатор                       |
| Політична партія Всеукраїнське об'єднання «Батьківщина» |                                |                       |         |                        |                                                  |
| 1                                                       | Чорний Василь Іванович         | 03.11.2010            | середня | позапартійний          | СГ ТОВ"Обрій", електрик                          |
| 5                                                       | Маковійчук Лариса Юріївна      | 03.11.2010            | середня | позапартійна           | СГ ТОВ"Обрій", різноробоча                       |
| 8                                                       | Макуха Людмила Анатоліївна     | 03.11.2010            | середня | позапартійна           | одноосібник                                      |
| Самовисування                                           |                                |                       |         |                        |                                                  |
| 2                                                       | Драговоз Володимир Миколайович | 03.11.2010            | середня | позапартійний          | СГ ТОВ"Обрій", механізатор                       |
| 3                                                       | Пізняк Віталій Олександрович   | 03.11.2010            | середня | позапартійний          | дорожна служба ДРП-6,філії «Уманська ДЕД», водій |
| 4                                                       | Ткач Віктор Володимирович      | 03.11.2010            | середня | позапартійний          | СГ ТОВ"Обрій", механізатор                       |
| 7                                                       | Ліліченко Василь Борисович     | 03.11.2010            | середня | позапартійний          | тимчасово не працює                              |
| 9                                                       | Яковенко Валентина Іванівна    | 03.11.2010            | середня | позапартійна           | Талалаївська сільська рада, секретар             |
| 10                                                      | Паскал Олена Станіславівна     | 03.11.2010            | середня | позапартійна           | Талалаївська сільська рада, бухгалтер            |